# Aristolochia sepicola
Aristolochia sepicola är en piprankeväxtart som beskrevs av Maxwell Tylden Masters. Aristolochia sepicola ingår i släktet piprankor, och familjen piprankeväxter. Inga underarter finns listade i Catalogue of Life.